# Giovanni Borgia Enriquez
Giovanni Borgia Enriquez, III duca di Gandía (in spagnolo: Juan de Borja y Enriquez; 1493 – 1543), è stato un nobile, letterato e militare spagnolo di origini italiane, figlio di Giovanni Borgia e nipote di Papa Alessandro VI.

## Biografia
Giovanni Borgia Enriquez nacque nel 1493 come primogenito di Giovanni Borgia, II duca di Gandia e figlio illegittimo di Papa Alessandro VI, e di Maria Enriquez de Luna, nobildonna spagnola. Suo padre morì a metà del 1497, ucciso da ignoti, e sua madre crebbe lui e sua sorella Isabella, nata postuma, in Spagna, senza contatti con la famiglia Borgia, che Maria accusava della morte di Giovanni, in particolare Cesare, fratello del defunto.
Come duca di Gandia, fu uno dei principali attori nella lotta ai ribelli Germanies. Il 23 luglio 1521, dopo la vittoria dei ribelli nella battaglia di Gandia, le proprietà di Giovanni, incluso il palazzo ducale, furono razziate e gli abitanti appartenenti a minoranze religiose forzati al battesimo. Di conseguenza, Giovanni si legò a Carlo V d'Asburgo, nella speranza di riconquistare le sue terre.
Dotato di solida cultura umanistica grazie alla madre, era noto per corrispondere con studiosi del calibro di Erasmo da Rotterdam e Juan Luis Vives.

## Matrimoni e discendenza
Da due matrimoni, ebbe un totale di diciassette figli. Di questi, destinò tutti i maschi alla carriera ecclesiastica ad eccezione del maggiore di ciascuna moglie, Francesco, che ereditò il ducato di Gandia ma che in seguito si fece comunque gesuita (e dopo la morte santificato) e Pietro Luigi, che ereditò il baronato di Navarra. Delle figlie, cinque furono convinte dalla loro zia Isabella a entrare in convento, dove presero i nomi di Maria della Croce, Giovanna Evangelista, Giovanna Battista, Maria Gabriela e Giovanna della Croce. 
Dalla prima moglie, Giovanna d'Aragona Gurrea, figlia dell'arcivescovo Alfonso d'Aragona, sposata nel 1509 e morta di parto nel 1520, ebbe almeno quattro figli e una figlia:
- Francesco Borgia (1510-1572), IV Duca di Gandía, gesuita e santo. Prima di prendere i voti aveva sposato Eleonora de Castro Mello y Meneses, da cui ebbe cinque figli e tre figlie.
- Alfonso Borgia, abate di Valldigna;
- Enrico Borgia, cardinale e vescovo di Squillace;
- Diego Borgia, prese i voti e morì in guerra;
- Luisa Borgia (1520 - 1560). Sua madre morì mettendola al mondo. Sposata nel 1542 a Martino d'Aragona Gurrea, duca di Villahermosa (1525-1581), durante il matrimonio, divenne nota come la "Santa Duchessa" per la sua religiosità. Dal suo matrimonio ebbe quattro figli e quattro figlie:  
  - Giovanni Alfonso I di Ribagorça (1543-1573);
  - Ferdinando II di Ribagorça (1546-1592);
  - Martino d'Aragona Gurrea;
  - Francesco I di Ribagorça (1551-1598);
  - Anna d'Aragona Gurrea, sposata a Filippo Galcerán di Castro di So y Pinós, X visconte di Ebol;
  - Maria d'Aragona Gurrea, monaca;
  - Ines d'Aragona Gurrea, morta infante;
  - Giovanna d'Aragona Gurrea, morta infante.

Dalla seconda moglie, Francesca di Castro Pino, sposata nel 1530, ebbe almeno sei figli e quattro figlie:
- Geronimo Borgia, nato morto;
- Maddalena Borgia, prese i voti;
- Chiara Borgia, prese i voti;
- Didac Borgia, morto infante;
- Filippo Borgia, morto infante;
- Pietro Luigi Borgia, barone di Navarra;
- Rodrigo Borgia, cardinale e barone di Navarra;
- Tommaso Borgia, arcivescovo di Saragozza;
- Eleonora Borgia, sposata a Michele Gurrea Moncado;
- Margherita Borgia, sposata a Federico di Noronha.

Inoltre, dalla sua amante Caterina Dios ebbe un figlio illegittimo:
- Giovanni Cristoforo Borgia.

## Ascendenza
|                              |                              |                                | Genitori                        |  |  | Nonni |  |  | Bisnonni                         |  |  | Trisnonni                       |  |
|                              |                              |                                |                                 |  |  |       |  |  | Jofré Llançol de Borja y Escrivà |  |  | Rodrigo Gil de Borja y Fennolet |  |
|                              |                              |                                |                                 |  |  |       |  |  | Jofré Llançol de Borja y Escrivà |  |  | Rodrigo Gil de Borja y Fennolet |  |
|                              |                              | Sibilia de Escrivà y Pròixita  |                                 |  |  |       |  |  | Jofré Llançol de Borja y Escrivà |  |  |                                 |  |
| Papa Alessandro VI           |                              |                                |                                 |  |  |       |  |  | Jofré Llançol de Borja y Escrivà |  |  |                                 |  |
|                              |                              | Isabel de Borja y Cavanilles   | Juan Domingo de Borja y Doncel  |  |  |       |  |  |                                  |  |  |                                 |  |
|                              |                              | Isabel de Borja y Cavanilles   | Juan Domingo de Borja y Doncel  |  |  |       |  |  |                                  |  |  |                                 |  |
|                              |                              | Isabel de Borja y Cavanilles   | Francina Marti Llançol          |  |  |       |  |  |                                  |  |  |                                 |  |
| Giovanni Borgia              |                              | Isabel de Borja y Cavanilles   |                                 |  |  |       |  |  |                                  |  |  |                                 |  |
|                              |                              | Giacomo Cattanei di Candia     | …                               |  |  |       |  |  |                                  |  |  |                                 |  |
|                              |                              | Giacomo Cattanei di Candia     | …                               |  |  |       |  |  |                                  |  |  |                                 |  |
|                              |                              | Giacomo Cattanei di Candia     | …                               |  |  |       |  |  |                                  |  |  |                                 |  |
| Vannozza Cattanei            |                              | Giacomo Cattanei di Candia     |                                 |  |  |       |  |  |                                  |  |  |                                 |  |
|                              |                              | Menica                         | …                               |  |  |       |  |  |                                  |  |  |                                 |  |
|                              |                              | Menica                         | …                               |  |  |       |  |  |                                  |  |  |                                 |  |
|                              |                              | Menica                         | …                               |  |  |       |  |  |                                  |  |  |                                 |  |
| Giovanni Borgia Enriquez     |                              | Menica                         |                                 |  |  |       |  |  |                                  |  |  |                                 |  |
|                              | Fadrique Enríquez de Mendoza | Alfonso Enríquez               |                                 |  |  |       |  |  |                                  |  |  |                                 |  |
|                              | Fadrique Enríquez de Mendoza | Alfonso Enríquez               |                                 |  |  |       |  |  |                                  |  |  |                                 |  |
|                              | Fadrique Enríquez de Mendoza | Juana de Mendoza y Ayala       |                                 |  |  |       |  |  |                                  |  |  |                                 |  |
| Enrique Enríquez de Quiñones | Fadrique Enríquez de Mendoza |                                |                                 |  |  |       |  |  |                                  |  |  |                                 |  |
|                              |                              | Teresa Fernández y de Quiñonès | Diego Fernández de Quiñones     |  |  |       |  |  |                                  |  |  |                                 |  |
|                              |                              | Teresa Fernández y de Quiñonès | Diego Fernández de Quiñones     |  |  |       |  |  |                                  |  |  |                                 |  |
|                              |                              | Teresa Fernández y de Quiñonès | María de Toledo y Ayala         |  |  |       |  |  |                                  |  |  |                                 |  |
| María Enríquez de Luna       |                              | Teresa Fernández y de Quiñonès |                                 |  |  |       |  |  |                                  |  |  |                                 |  |
|                              |                              | Pedro de Luna y Manoel         | Álvaro de Luna                  |  |  |       |  |  |                                  |  |  |                                 |  |
|                              |                              | Pedro de Luna y Manoel         | Álvaro de Luna                  |  |  |       |  |  |                                  |  |  |                                 |  |
|                              |                              | Pedro de Luna y Manoel         | Margarita Manuel                |  |  |       |  |  |                                  |  |  |                                 |  |
| Maria de Luna y Herrera      |                              | Pedro de Luna y Manoel         |                                 |  |  |       |  |  |                                  |  |  |                                 |  |
|                              |                              | Elvira de Herrera y Ayala      | Pedro García de Herrera y Rojas |  |  |       |  |  |                                  |  |  |                                 |  |
|                              |                              | Elvira de Herrera y Ayala      | Pedro García de Herrera y Rojas |  |  |       |  |  |                                  |  |  |                                 |  |
|                              |                              | Elvira de Herrera y Ayala      | María de Ayala y Sarmiento      |  |  |       |  |  |                                  |  |  |                                 |  |
|                              |                              | Elvira de Herrera y Ayala      |                                 |  |  |       |  |  |                                  |  |  |                                 |  |

| Controllo di autorità | VIAF (EN) 316749641 · CERL cnp02393063 · GND (DE) 1273394992 |